# Khisa
Khisa è un villaggio del Botswana situato nel distretto di Kgalagadi, sottodistretto di Kgalagadi South. Il villaggio, secondo il censimento del 2011, conta 383 abitanti.

## Località
Nel territorio del villaggio sono presenti le seguenti 14 località:
- Bantatetse di 2 abitanti,
- Bokgetlho di 1 abitante,
- Dikantsi di 5 abitanti,
- Dithubaneng di 2 abitanti,
- Kishane/Boro 4 di 6 abitanti,
- Kuwe,
- Mmaseletswae/Moseletswane di 2 abitanti,
- Morobane di 4 abitanti,
- Morokotswane di 3 abitanti,
- Radikgetsi di 5 abitanti,
- Selosesha di 11 abitanti,
- Tshetlhwane 1 di 5 abitanti,
- Tshetlhwane 2 di 12 abitanti,
- Witbank di 17 abitanti